# Coppa del Mondo di slittino su pista naturale 2021
La Coppa del Mondo di slittino su pista naturale 2020/2021, ventinovesima edizione della manifestazione organizzata dalla Federazione Internazionale Slittino, ebbe inizio il 16 dicembre 2020 ad Obdach.
L'italiana Evelin Lanthaler ha conquistato la sua quinta sfera di cristallo, nonché quarta consecutiva, dominando ognuna delle sei gare in programma. Si è classificata al secondo posto la sua rivale di sempre Greta Pinggera mentre sul terzo gradino del podio è salita l'austriaca Tina Unterberger. L'Italia ha dominato l'intera stagione collezionando 14 podi in sei gare.
Per quanto riguarda il singolo maschile il trofeo è andato all'austriaco Michael Scheikl che, a quasi 32 anni, si è aggiudicato per la prima volta questo prestigioso titolo. Grazie a cinque podi consecutivi ed alle due vittorie nelle prime due gare, ha preceduto in classifica generale gli italiani Alex Gruber e Patrick Pigneter mai in grado di vincere una gara in questa stagione. L'Italia quindi non porta a casa vittorie al maschile per la prima volta dal 2003. L'austriaco Thomas Kammerlander ha vinto tutte e quattro le gare da lui disputate ed ha chiuso al quarto posto in classifica generale.
L'Italia si è aggiudicata la Coppa delle nazioni per il quindicesimo anno consecutivo e per la ventunesima volta nella sua storia. Ha vinto entrambe le gare a squadre ed ha totalizzato più punti di ogni altra nazionale in tutte le sei gare disputatesi. Gli atleti italiani hanno vinto 12 delle 20 gare in programma.

## Calendario
Si disputarono sei gare nel singolo uomini, nel singolo donne e nel doppio, in tre differenti località. Inoltre si tennero due staffette a squadre, la prima ad Obdach e la seconda a Moso in Passiria.
| 1 | Obdach           | 17 dicembre 2020    | ●                         | ●                         | ●                         |                           |                           |                           |                           |
| 1 | Obdach           | 18–19 dicembre 2020 | ●                         | ●                         | ●                         | ●                         |                           |                           |                           |
| 2 | Moso in Passiria | 15 gennaio 2021     | ●                         | ●                         | ●                         |                           |                           |                           |                           |
| 2 | Moso in Passiria | 16–17 gennaio 2021  | ●                         | ●                         | ●                         | ●                         |                           |                           |                           |
| 3 | Lasa             | 9 febbraio 2021     | ●                         | ●                         | ●                         |                           |                           |                           |                           |
| 3 | Lasa             | 10 febbraio 2021    | ●                         | ●                         | ●                         |                           |                           |                           |                           |
| M | Umhausen         | 12–14 febbraio 2021 | XXIII Campionati mondiali | XXIII Campionati mondiali | XXIII Campionati mondiali | XXIII Campionati mondiali | XXIII Campionati mondiali | XXIII Campionati mondiali | XXIII Campionati mondiali |

## Risultati

### Singolo donne
Nella gara inaugurale, il 17 dicembre, l'Italia fa segnare la sua decima tripletta nella storia della Coppa del Mondo femminile. In questa occasione la giovane Daniela Mittermair conquista il suo primo podio in carriera.
Il 18 dicembre l'italiana si ripete infliggendo un distacco di quasi 2" alla connazionale Greta Pinggera ed allunga ulteriormente in classifica generale. Al terzo posto si piazza invece l'austriaca Michelle Diepold che mancava dal podio da sette gare.
Il 15 gennaio 2021 a Moso in Passiria l'Italia conquista la quarta doppietta consecutiva e la seconda tripletta stagionale. Durante la prima manche le due azzurre Lanthaler e Pinggera fanno segnare lo stesso tempo ma nella seconda discesa la detentrice del trofeo ha di nuovo la meglio sulla connazionale per la quarta gara consecutiva.
Il giorno seguente Evelin Lanthaler vince nuovamente davanti a Greta Pinggera raggiungendo così quota 30 nel computo delle vittorie individuali di Coppa del Mondo.
Il 9 febbraio si disputa la prima gara a Lasa su una singola manche. Vince ancora Evelin Lanthaler che fa segnare l'ottava vittoria consecutiva. L'idolo di casa Greta Pinggera chiude a 36 centesimi dalla vincitrice dopo aver fatto segnare il primo miglior intermedio. Primo podio stagionale invece per Tina Unterberger.
Il giorno seguente è l'austriaca Tina Unterberger che si impone nella prima manche tallonata a breve distanza dalle due italiane Lanthaler e Pinggera. Nella discesa conclusiva è ancora la pluricampionessa mondiale italiana a chiudere davanti a tutte le altre conquistando la sesta vittoria stagionale in altrettante gare. Le sue immediate inseguitrici chiudono rispettivamente a tre e cinque decimi di ritardo. Per Greta Pinggera è il sesto podio in sei gare stagionali e l'undicesimo consecutivo.
Evelin Lanthaler può così aggiudicarsi la sua quinta Coppa del Mondo. Di queste, le ultime quattro le ha vinte consecutivamente. Per il quarto anno consecutivo Greta Pinggera deve invece accontentarsi del secondo posto in classifica. Dopo la stagione 2019, è la seconda volta che Evelin Lanthaler si aggiudica tutte le gare in programma.
| Data             | Località         | Nazione | Prima                   | Seconda                  | Terza                        |
| ---------------- | ---------------- | ------- | ----------------------- | ------------------------ | ---------------------------- |
| 17 dicembre 2020 | Obdach           | Austria | Evelin Lanthaler Italia | Greta Pinggera Italia    | Daniela Mittermair Italia    |
| 18 dicembre 2020 | Obdach           | Austria | Evelin Lanthaler Italia | Greta Pinggera Italia    | Michelle Diepold Austria     |
| 15 gennaio 2021  | Moso in Passiria | Italia  | Evelin Lanthaler Italia | Greta Pinggera Italia    | Daniela Mittermair Italia    |
| 16 gennaio 2021  | Moso in Passiria | Italia  | Evelin Lanthaler Italia | Greta Pinggera Italia    | Ekaterina Lavrent'eva Russia |
| 9 febbraio 2021  | Lasa             | Italia  | Evelin Lanthaler Italia | Greta Pinggera Italia    | Tina Unterberger Austria     |
| 10 febbraio 2021 | Lasa             | Italia  | Evelin Lanthaler Italia | Tina Unterberger Austria | Greta Pinggera Italia        |

### Singolo uomini
Il 17 dicembre ad Obdach la stagione inizia con il dominio dell'austriaco Michael Scheikl che si impone con 1"32 sul connazionale Christian Schopf in assenza del quattro volte vincitore della Coppa del Mondo Thomas Kammerlander che è risultato positivo al test per il COVID-19 prima di andare nella località di gara.
L'idolo di casa si ripete anche il giorno seguente ed incamera il massimo punteggio disponibile nella prima tappa di Coppa del Mondo precedendo di più di un secondo l'italiano Patrick Pigneter. Sale sul podio in questa seconda gara stagionale il campione del mondo in carica Alex Gruber.
Il 15 gennaio a Moso in Passiria viene registrato il primo ex aequo degli ultimi 8 anni in campo maschile. Patrick Pigneter agguanta il 14º podio consecutivo ed accorcia le distanze in classifica generale su Michael Scheikl. Thomas Kammerlander torna alle competizioni ed acciuffa immediatamente il suo 17° successo in carriera..
Il 17 gennaio Thomas Kammerlander vince nuovamente a Moso in Passiria allungando a quota 7 la striscia di vittorie austriache consecutive in Coppa del Mondo. Il record assoluto è detenuto dal 2012 dalla nazionale italiana che fece registrare ben 17 vittorie consecutive. Patrick Pigneter nell'occasione eguaglia il suo record di 15 podi in Coppa del Mondo consecutivi, che risaliva a 10 anni prima.
Il 9 febbraio, nella prima gara di Lasa, è di nuovo Thomas Kammerlander che fa segnare il miglior tempo, nonostante la gara si disputi sulla singola manche. In un finale elettrizzante si classificano in soli sette centesimi i primi quattro atleti. Per l'austriaco è la ventesima vittoria in carriera, secondo atleta nella graduatoria di tutti i tempi, al pari con Anton Blasbichler.
Il giorno successivo si disputa una gara altrettanto emozionante e combattuta dove il giovane Mathias Troger chiude per la prima volta in carriera sul podio di Coppa del Mondo dopo essere stato virtualmente primo sino all'ultimo intermedio. Thomas Kammerlander con un finale al fulmicotone recupera tutto lo svantaggio accumulato e vince la sua quarta gara stagionale consecutiva. Alex Gruber nonostante il miglior tempo di seconda manche si deve accontentare ancora del secondo piazzamento. In meno di tre decimi di secondo si classificano i primi cinque atleti.
Michael Scheikl nonostante non sia salito sul podio nell'ultima gara, mantiene un vantaggio sufficiente in classifica generale grazie ai cinque podi consecutivi e può così conquistare la sua prima Coppa del Mondo a quasi 32 anni. Al secondo e terzo posto si piazzano i due italiani Alex Gruber e Patrick Pigneter a pari punti.
Per la prima volta dal 2003 l'Italia non si impone in nessuna delle gare stagionali nel singolo uomini. Quello era l'unico precedente in 28 edizioni di Coppa del Mondo.
| Data             | Località         | Nazione | Primo                       | Secondo                                    | Terzo                                      |
| ---------------- | ---------------- | ------- | --------------------------- | ------------------------------------------ | ------------------------------------------ |
| 17 dicembre 2020 | Obdach           | Austria | Michael Scheikl Austria     | Christian Schopf Austria                   | Patrick Pigneter Italia                    |
| 19 dicembre 2020 | Obdach           | Austria | Michael Scheikl Austria     | Patrick Pigneter Italia                    | Alex Gruber Italia                         |
| 15 gennaio 2021  | Moso in Passiria | Italia  | Thomas Kammerlander Austria | Patrick Pigneter Italia                    | Alex Gruber Italia Michael Scheikl Austria |
| 17 gennaio 2021  | Moso in Passiria | Italia  | Thomas Kammerlander Austria | Michael Scheikl Austria                    | Patrick Pigneter Italia                    |
| 9 febbraio 2021  | Lasa             | Italia  | Thomas Kammerlander Austria | Alex Gruber Italia Michael Scheikl Austria |                                            |
| 10 febbraio 2021 | Lasa             | Italia  | Thomas Kammerlander Austria | Alex Gruber Italia                         | Mathias Troger Italia                      |

### Doppio
A Lasa il duo italiano Pigneter/Clara vince per la quarta volta in stagione precedendo di otto e dieci centesimi gli immediati inseguitori. Si tratta della loro 60ª vittoria in Coppa del Mondo della loro carriera. In questa occasione si garantiscono anche il dodicesimo trofeo della loro carriera.
Il 10 febbraio a Lasa la coppia russa formata da Pavel Poršnev e Ivan Lazarev vince l'ultima gara in programma. Pavel Poršnev fa segnare il record come vincitore più anziano in Coppa del Mondo nella specialità del doppio all'età di 37 anni 6 mesi 7 giorni.
| Data             | Località         | Nazione | Primi                                        | Secondi                                           | Terzi                                             |
| ---------------- | ---------------- | ------- | -------------------------------------------- | ------------------------------------------------- | ------------------------------------------------- |
| 17 dicembre 2020 | Obdach           | Austria | Patrick Pigneter Florian Clara Italia        | Patrick Lambacher Matthias Lambacher Italia       | Christoph Regensburger Dominik Holzknecht Austria |
| 18 dicembre 2020 | Obdach           | Austria | Patrick Pigneter Florian Clara Italia        | Christoph Regensburger Dominik Holzknecht Austria | Patrick Lambacher Matthias Lambacher Italia       |
| 15 gennaio 2021  | Moso in Passiria | Italia  | Patrick Pigneter Florian Clara Italia        | Patrick Lambacher Matthias Lambacher Italia       | Pavel Poršnev Ivan Lazarev Russia                 |
| 16 gennaio 2021  | Moso in Passiria | Italia  | Fabian Achenrainer Simon Achenrainer Austria | Patrick Pigneter Florian Clara Italia             | Pavel Poršnev Ivan Lazarev Russia                 |
| 9 febbraio 2021  | Lasa             | Italia  | Patrick Pigneter Florian Clara Italia        | Patrick Lambacher Matthias Lambacher Italia       | Aleksandr Egorov Pëtr Popov Russia                |
| 10 febbraio 2021 | Lasa             | Italia  | Pavel Poršnev Ivan Lazarev Russia            | Fabian Achenrainer Simon Achenrainer Austria      | Patrick Pigneter Florian Clara Italia             |

### Staffetta a squadre
| Data             | Località         | Nazione | Prima                                    | Seconda                                      | Terza                                      |
| ---------------- | ---------------- | ------- | ---------------------------------------- | -------------------------------------------- | ------------------------------------------ |
| 19 dicembre 2020 | Obdach           | Austria | Italia Evelin Lanthaler Patrick Pigneter | Austria Michelle Diepold Michael Scheikl     | Germania Sarah Schiller Oliver Schiller    |
| 17 gennaio 2021  | Moso in Passiria | Italia  | Italia Evelin Lanthaler Patrick Pigneter | Austria Tina Unterberger Thomas Kammerlander | Russia Ekaterina Lavrent'eva Grigori Bukin |

## Classifiche generali
Il sistema di punteggio è rimasto invariato rispetto alla precedente stagione:
| Piazzamento | 1   | 2  | 3  | 4  | 5  | 6  | 7  | 8  | 9  | 10 | 11 | 12 | 13 | 14 | 15 | 16 | 17 | 18 | 19 | 20 | 21 | 22 | 23 | 24 | 25 | 26 | 27 | 28 | 29 | 30 | 31 | 32 | 33 | 34 | 35 | 36 | 37 | 38 | 39 | 40+ |
| Punti       | 100 | 85 | 70 | 60 | 55 | 50 | 46 | 42 | 39 | 36 | 34 | 32 | 30 | 28 | 26 | 25 | 24 | 23 | 22 | 21 | 20 | 19 | 18 | 17 | 16 | 15 | 14 | 13 | 12 | 11 | 10 | 9  | 8  | 7  | 6  | 5  | 4  | 3  | 2  | 1   |

Nel singolo maschile vige la regola di massimo sei atleti per nazione partecipanti alla prima manche di ogni gara. Solamente i quattro migliori atleti di ogni nazione si qualificano alla seconda manche. Il regolamento prevede comunque l'assegnazione di 14 punti al miglior non qualificato, 13 punti al secondo migliore e così via per tutti gli altri che non hanno il diritto di competere alla seconda discesa.
Nel doppio si qualificano alla seconda manche solo i primi tre equipaggi di ogni nazione. I non qualificati ricevono, a scalare, da 24 punti in poi.

### Singolo donne
| Pos. | Nome                   | Nazione  | WIN-1 | WIN-2 | PAS-1 | PAS-2 | LAS-1 | LAS-2 | Punti |
| ---- | ---------------------- | -------- | ----- | ----- | ----- | ----- | ----- | ----- | ----- |
| 1    | Evelin Lanthaler       | Italia   | 1     | 1     | 1     | 1     | 1     | 1     | 600   |
| 2    | Greta Pinggera         | Italia   | 2     | 2     | 2     | 2     | 2     | 3     | 495   |
| 3    | Tina Unterberger       | Austria  | 5     | 5     | 5     | 5     | 3     | 2     | 375   |
| 4    | Daniela Mittermair     | Italia   | 3     | 4     | 3     | 4     | 6     | 7     | 356   |
| 5    | Michelle Diepold       | Austria  | 4     | 3     | 6     | 6     | 6     | 5     | 335   |
| 6    | Nadine Staffler        | Italia   | 9     | 9     | 7     | 8     | 4     | 4     | 286   |
| 7    | Sara Bachmann          | Germania | 6     | 7     | 8     | 7     | 9     | 9     | 262   |
| 8    | Lisa Walch             | Germania | 7     | 8     | 9     | 9     | 10    | 8     | 244   |
| 9    | Ekaterina Lavrent'eva  | Russia   | -     | -     | 4     | 3     | 8     | 6     | 222   |
| 10   | Sarah Schiller         | Germania | 8     | 6     | 13    | 12    | 13    | 14    | 212   |
| 11   | Riccarda Ruetz         | Austria  | 11    | -     | 10    | 10    | 5     | 10    | 197   |
| 12   | Julia Plowy            | Polonia  | 12    | 11    | 15    | 14    | 18    | 13    | 173   |
| 13   | Klaudia Natalia Promny | Polonia  | 13    | 12    | 17    | 16    | 19    | 19    | 155   |
| 14   | Patricija Urbanc       | Croazia  | 16    | 15    | 19    | 18    | 20    | 21    | 137   |
| 15   | Michaela Niemetz       | Germania | 10    | 10    | -     | -     | 15    | 11    | 132   |

### Singolo uomini
| Pos. | Nome                | Nazione  | WIN-1 | WIN-2  | PAS-1   | PAS-2   | LAS-1 | LAS-2   | Punti |
| ---- | ------------------- | -------- | ----- | ------ | ------- | ------- | ----- | ------- | ----- |
| 1    | Michael Scheikl     | Austria  | 1     | 1      | 3       | 2       | 2     | 6       | 490   |
| 2    | Alex Gruber         | Italia   | 4     | 3      | 3       | 4       | 2     | 2       | 430   |
| 3    | Patrick Pigneter    | Italia   | 3     | 2      | 2       | 3       | 4     | 4       | 430   |
| 4    | Thomas Kammerlander | Austria  | -     | -      | 1       | 1       | 1     | 1       | 400   |
| 5    | Stefan Federer      | Italia   | 6     | 5      | 5       | 7       | 6     | 5       | 311   |
| 6    | Christian Schopf    | Austria  | 2     | 4      | 6       | 8       | 11    | 13 (NQ) | 284   |
| 7    | Fabian Achenrainer  | Austria  | 7     | 7      | 7       | 10      | 8     | 7       | 262   |
| 8    | Florian Clara       | Italia   | 5     | 6      | 9       | 9       | -     | 12 (NQ) | 211   |
| 9    | Grigory Bukin       | Russia   | -     | -      | 10      | 5       | 6     | 7       | 187   |
| 10   | Myroslav Lenko      | Ucraina  | 14    | 11     | 13      | 13      | 13    | 13      | 182   |
| 11   | Aleksandr Egorov    | Russia   | -     | -      | 8       | 6       | 10    | 9       | 167   |
| 12   | Jerome Almer        | Svizzera | 13    | 10     | 14      | 14      | 19    | 19      | 166   |
| 12   | Mathias Troger      | Italia   | -     | 7 (NQ) | 11 (NQ) | 13 (NQ) | 5     | 3       | 166   |
| 14   | Ivan Lenko          | Ucraina  | 12    | 15     | 15      | 15      | 18    | 18      | 156   |
| 15   | Stanislav Kovšik    | Russia   | -     | -      | 12      | 11      | 9     | 10      | 141   |

### Doppio
| Pos. | Nome                                          | Nazione   | WIN-1 | WIN-2 | PAS-1  | PAS-2  | LAS-1 | LAS-2 | Punti |
| ---- | --------------------------------------------- | --------- | ----- | ----- | ------ | ------ | ----- | ----- | ----- |
| 1    | Patrick Pigneter Florian Clara                | Italia    | 1     | 1     | 1      | 2      | 1     | 3     | 555   |
| 2    | Patrick Lambacher Matthias Lambacher          | Italia    | 2     | 3     | 2      | 4      | 2     | 7     | 431   |
| 3    | Fabian Achenrainer Simon Achenrainer          | Austria   | 4     | 4     | 4      | 1      | 5     | 2     | 420   |
| 4    | Christoph Regensburger Dominik Holzknecht     | Austria   | 3     | 2     | 5      | 5      | 6     | 4     | 375   |
| 5    | Pavel Poršnev Ivan Lazarev                    | Russia    | -     | -     | 3      | 3      | 4     | 1     | 300   |
| 6    | Myroslav Lenko Ivan Lenko                     | Ucraina   | 5     | 6     | 8      | 8      | 10    | 9     | 264   |
| 7    | Stanislav Kovšik Ilia Tarasov                 | Russia    | -     | -     | 6      | 6      | 7     | 6     | 196   |
| 8    | Bine Mekina Blaz Mekina                       | Slovenia  | 6     | 5     | -      | -      | 9     | 10    | 180   |
| 9    | Tomas Hasek David Rydl                        | Rep. Ceca | 8     | 7     | 9      | 9      | -     | -     | 166   |
| 10   | Szymon Jan Majdak Sylwester Romas Jadwiszczok | Polonia   | 7     | 8     | -      | -      | 11    | 11    | 156   |
| 11   | Aleksei Martianov Ivan Rodin                  | Russia    | -     | -     | 7      | 7      | -     | -     | 140   |
| 12   | Aleksandr Egorov Pëtr Popov                   | Russia    | -     | -     | -      | -      | -     | 5     | 125   |
| 13   | Maximilian Pichler Dominik Peter Maier        | Austria   | -     | -     | -      | -      | 8     | 8     | 84    |
| 14   | Kirill Kravchuk Nikolai Shulgin               | Russia    | -     | -     | 9 (NQ) | 8 (NQ) | -     | -     | 48    |

### Coppa delle nazioni
| Pos. | Nazione   | WIN-1 | WIN-2 | PAS-1 | PAS-2 | LAS-1 | LAS-2 | Punti |
| ---- | --------- | ----- | ----- | ----- | ----- | ----- | ----- | ----- |
| 1    | Italia    | 741   | 741   | 761   | 673   | 744   | 688   | 4 560 |
| 2    | Austria   | 558   | 527   | 578   | 612   | 630   | 641   | 3 716 |
| 3    | Russia    | -     | -     | 472   | 512   | 480   | 502   | 2 036 |
| 4    | Germania  | 216   | 216   | 135   | 142   | 151   | 164   | 1 149 |
| 6    | Ucraina   | 143   | 140   | 126   | 98    | 142   | 145   | 909   |
| 5    | Polonia   | 153   | 158   | 94    | 75    | 113   | 121   | 862   |
| 7    | Slovenia  | 197   | 192   | -     | -     | 176   | 156   | 771   |
| 8    | Rep. Ceca | 91    | 99    | 64    | 63    | -     | -     | 317   |
| 10   | Serbia    | 43    | 45    | 20    | -     | 83    | 85    | 276   |
| 10   | Brasile   | -     | -     | 63    | 45    | 41    | 40    | 189   |
| 9    | Svizzera  | 30    | 36    | 28    | 28    | 22    | 22    | 166   |
| 12   | Croazia   | 25    | 26    | 22    | 23    | 21    | 20    | 137   |
| 13   | Francia   | -     | -     | 23    | 24    | 24    | 23    | 94    |